# Sublegatus arenarum
A Sublegatus arenarum a madarak (Aves) osztályának verébalakúak (Passeriformes) rendjébe és a királygébicsfélék (Tyrannidae) családjába tartozó faj.

## Előfordulása
Közép-Amerika déli és Dél-Amerika északi részén, Aruba, Bonaire, Curaçao, Trinidad és Tobago, valamint Costa Rica, Panama, Brazília, Francia Guyana, Guyana, Kolumbia, Suriname és Venezuela területén honos. A természetes élőhelye szubtrópusi és trópusi száraz erdők és mangroveerdők, valamint bokrosok.

## Alfajai
- Sublegatus arenarum arenarum (Salvin, 1863)
- Sublegatus arenarum atrirostris (Lawrence, 1871)
- Sublegatus arenarum glaber P. L. Sclater & Salvin, 1868
- Sublegatus arenarum orinocensis Zimmer, 1941
- Sublegatus arenarum pallens Zimmer, 1941
- Sublegatusarenarum tortugensis Phelps & Phelps, 1946[2]

## Megjelenése
Átlagos testtömege 12-13 gramm.